# College Mathematics Journal
```
\textbf{Finalement : \fbox{$ (ABC):y+3z-5=0$}} vérifions pour les points A(3,-1,2),B(5, 2,1) et C(0,-1,2)\\
```

\begin{center}
\begin{tabular}{|c|c|c|}
\hline 
pour  A(3,-1,2) & pour B(5, 2,1)& C(0,-1,2) \\ 
\hline 
y+3z-5=-1+6-5=0 &y+3z-5=2+3-5=0&y+3z-5=-1+6-5=0 \\ 
\hline 
oui  & oui  &oui\\ 
\hline 
\end{tabular}
\end{center}
```
un determinant pour : 
\begin{flushright}
Propriétés du barycentre,avec  matrices:
```

\end{flushright}
```
On donne 3 points non alignés 
```

$ A(a,b);B(e,f)$ et  $C(g,h) $. G est le barycentre des points $ (A,x); (B,y)$ et $ (C,z) $.\\\[x\overrightarrow{GA}+y\overrightarrow{GB}+z\overrightarrow{GC}=\overrightarrow{0}\]
```
\begin{minipage}[h]{12cm}
```

On choisit un repère  tels que :  $ \left\lbrace
\begin{array}{lll}
```
\overrightarrow{GA}=\begin{pmatrix}
```

a\\
b
\end{pmatrix}\\\\
\overrightarrow{GB}=\begin{pmatrix}
e\\
f
\end{pmatrix}\\\\
\overrightarrow{GC}=\begin{pmatrix}
k\\
l
\end{pmatrix}
\end{array} \right. $ puis on construit la matrice R= $ \left(   \begin{array}{lclclc} x & a &b \\ y & e & f \\ z & k & l \\ \end{array}\right)  $\\ 
\[Det(R)=x.\left|  \begin{array}{lclclc} e & f \\  k & l \\ \end{array}\right| -y.\left|  \begin{array}{lclclc} a & b \\  k & l \\ \end{array}\right| +z.\left|  \begin{array}{lclclc} a & b \\  e & f \\ \end{array}\right|=x.Det(\overrightarrow{GB},\overrightarrow{GC})-y.Det(\overrightarrow{GA},\overrightarrow{GC})+z.Det(\overrightarrow{GA},\overrightarrow{GB}) \]
On pose l'équation :
\[\overrightarrow{GA}.\left|  \begin{array}{lclclc} e & f \\  k & l \\ \end{array}\right| -\overrightarrow{GB}.\left|  \begin{array}{lclclc} a & b \\  k & l \\ \end{array}\right| +\overrightarrow{GC}.\left|  \begin{array}{lclclc} a & b \\  e & f \\ \end{array}\right|= (el-kf).\left(  \begin{array}{lclclc} a \\  b \\ \end{array}\right)-(al-kb).\left(  \begin{array}{lclclc} e \\  f \\ \end{array}\right)+(af-eb).\left(  \begin{array}{lclclc} k \\  l \\ \end{array}\right)\]
\textbf{on vérifie donc :} \\
\[\boxed {\left(  \begin{array}{lclclc} ela-kfa-eal+ekb+kaf-ekb \\  elb-bkf-alf+bkf+afl-elb \\ \end{array}\right)=\overrightarrow{0}}\]
Les coefficients seront :
$ \left\lbrace \begin{array}{rrr}
x=\left|  \begin{array}{lclclc} e & f \\  k & l \\ \end{array}\right| =Det(\overrightarrow{GB},\overrightarrow{GC})=(BC) \text{en G}\\
y=-\left|  \begin{array}{lclclc} a & b \\  k & l \\ \end{array}\right|=-Det(\overrightarrow{GA},\overrightarrow{GC})=-(AC) \text{en G}\\
z=\left|\begin{array}{lclclc} a & b \\  e & f \\ \end{array}\right|=Det(\overrightarrow{GA},\overrightarrow{GB})=(AB) \text{en G} 
\end{array}\right. $
```
\end{minipage}
```

\begin{minipage}[h]{10cm}
```
\definecolor{ffqqqq}{rgb}{1.,0.,0.}
```

\definecolor{ffffff}{rgb}{1.,1.,1.}
\definecolor{cqcqcq}{rgb}{0.753,0.753,0.753}
```
 \vspace{-7.5cm}\begin{tikzpicture}[line cap=round,line join=round,>=triangle 45,x=0.75cm,y=0.75cm]
 \clip(-2.,-1.) rectangle (13.,6.5);
```

\draw [line width=0.5pt] (2.,0.)-- (2.,6.);
\draw [line width=0.5pt] (-1.,0.)-- (6.,0.);
\draw [color=ffqqqq](2.24,4.18) node[anchor=north west] {\textbf{G}};
\draw (2.24,6.14) node[anchor=north west] {A};
\draw (-1.5,0.8) node[anchor=north west] {B};
\draw (2.92,-0.2) node[anchor=north west] {C};
\begin{scriptsize}
\draw [fill=ffffff] (2.,0.) circle (1.5pt);
\draw [fill=ffffff] (2.,6.) circle (1.5pt);
\draw [fill=ffffff] (2.,2.) circle (2.0pt);
\draw [fill=ffqqqq] (2.,4.) circle (1.5pt);
\draw [fill=ffffff] (3.,0.) circle (1.5pt);
\draw [fill=ffffff] (4.,0.) circle (1.5pt);
\draw [fill=ffffff] (5.,0.) circle (1.5pt);
\draw [fill=ffffff] (6.,0.) circle (1.5pt);
\draw [fill=ffffff] (1.,0.) circle (1.5pt);
\draw [fill=ffffff] (-1.,0.) circle (1.5pt);

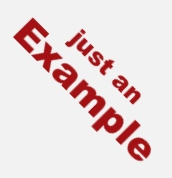
Description 1
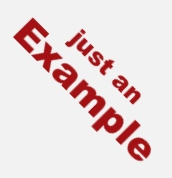
Description 2

\draw [fill=ffffff] (0.,0.) circle (1.5pt);
\end{scriptsize}
\end{tikzpicture}
```
\vspace{1.5cm}\hspace{4cm}\underline{\textbf{Figure exemple 1}}
\end{minipage}
\textbf{Donc:}
\[\boxed {(BC) \text{en G}.\overrightarrow{GA}-(AC) \text{en G}.\overrightarrow{GB}+(AB) \text{en G}.\overrightarrow{GC}=\overrightarrow{0}}\]
```

- Description 1
- Description 2